# Tedom
TEDOM a.s. – czeskie przedsiębiorstwo z siedzibą w Třebíč, producent autobusów (2004), silników dużej pojemności (2003) i samochodów ciężarowych (2006). Przedsiębiorstwo działa od 1991 roku.

## Historia
Spółka Tedom została założona w 1991 roku. Specjalizowała się w produkcji układów kogeneracji (skojarzonego wytwarzania ciepła i energii elektrycznej) oraz innych urządzeń dla sektora energetycznego. Początkowo były to małe układy kogeneracji o mocy 22 kW, bazujące na silnikach spalinowych zasilanych gazem ziemnym. W 1993 roku, po nawiązaniu współpracy ze spółką VKS Hořovice, wprowadzono większe układy o mocy do 130 kW, korzystające z silników LIAZ. W 1995 roku obie firmy połączyły się, tworząc holding, który rok później wprowadził do produkcji jednostki kogeneracji typu CAT, wyposażane w silniki spalinowe Caterpillar, osiągające moc od 190 nawet do 3800 kW.
30 maja 2003 roku, od syndyka masy upadłościowej firmy Škoda Truck International (ex LIAZ), wykupiono zakłady Jamot w Jabłońcu nad Nysą, produkujące silniki wysokoprężne. Nazwę tej firmy zmieniono na Tedom Motory, a markę silników na Tedom. W 2004 roku od włoskiej firmy Mauri kupiono licencję na produkcję autobusów Kronos. W tym samym roku powstał pierwszy egzemplarz autobusu niskopodłogowego Tedom Kronos 123G. Wraz z napędzającym go silnikiem typu Tedom M1.2C o pojemności 11,9 dm³ przystosowanym do zasilania CNG zadebiutował na targach motoryzacyjnych w Brnie. W 2005 roku 5 szt. autobusów Tedom trafiło do Liberca i Bratysławy. Powstała wówczas także odmiana lokalna Tedom L12. W 2006 roku produkcja wzrosła do 12 szt. W listopadzie 2006 roku w Třebiču otwarto nową halę fabryczną przeznaczoną do produkcji autobusów. Na początku 2007 roku pokazano prototyp autobusu niskopodłowgowego Tedom C12G. W sierpniu 2010 roku zaprezentowano prototyp niskopodłogowego autobusu przegubowego Tedom C18G.
W 2006 roku łączne zatrudnienie w firmie wynosiło około 700 osób, w tym 18 osób w dziale autobusowym.
Obecny program produkcyjny:
- C12D/C12G – niskopodłogowy, silnik Diesla (D), silnik CNG (G)
- C18G – niskopodłogowy, przegubowy, silnik CNG (G)
- L12D/L12G – niskowejściowy, silnik Diesla (D), silnik CNG (G)

Modele wycofane z oferty:
- Tedom Kronos 123D/Tedom Kronos 123G – niskowejściowy, silnik Diesla (D), silnik CNG (G)

## Galeria

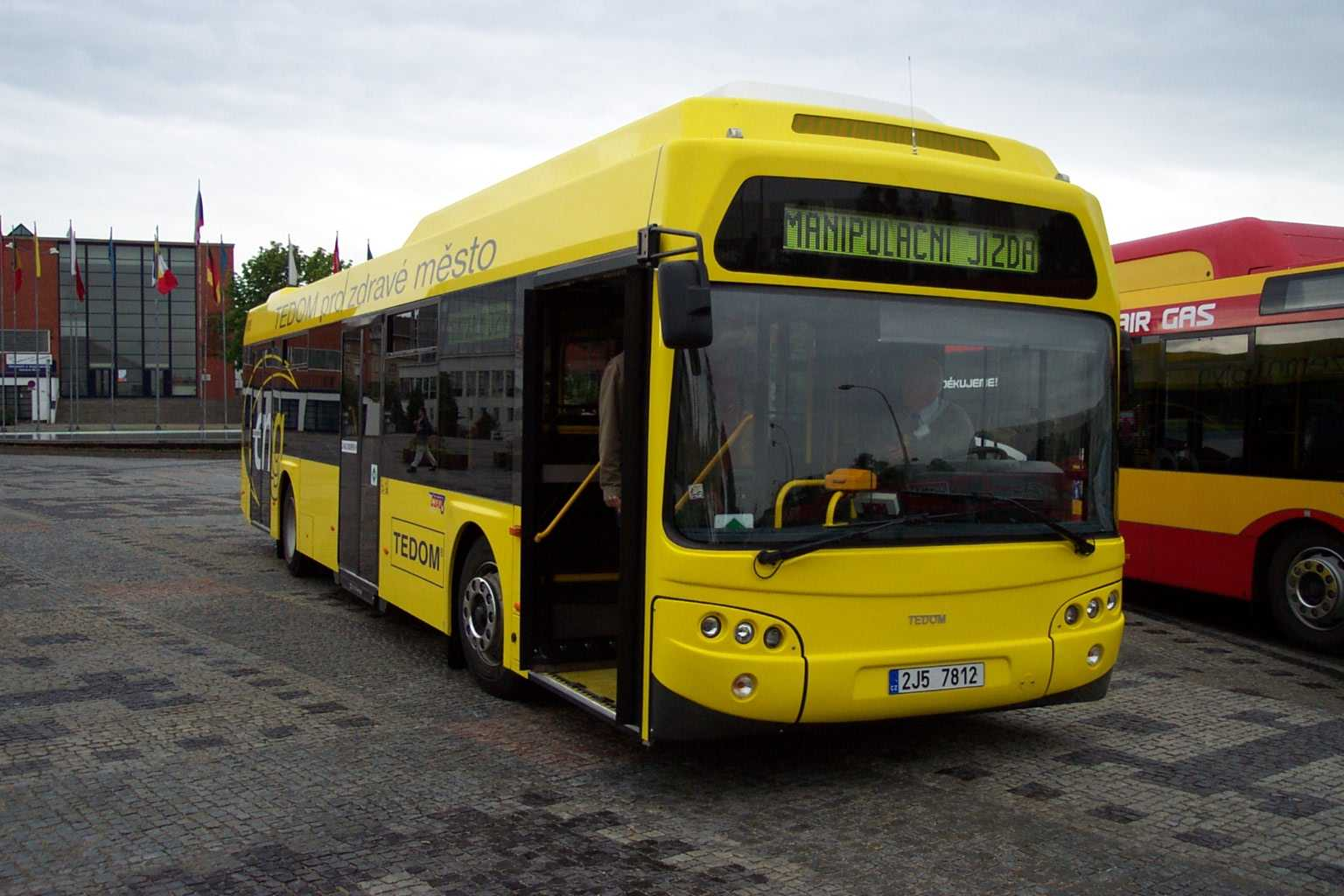
Autobus Tedom Kronos 123G w Brnie
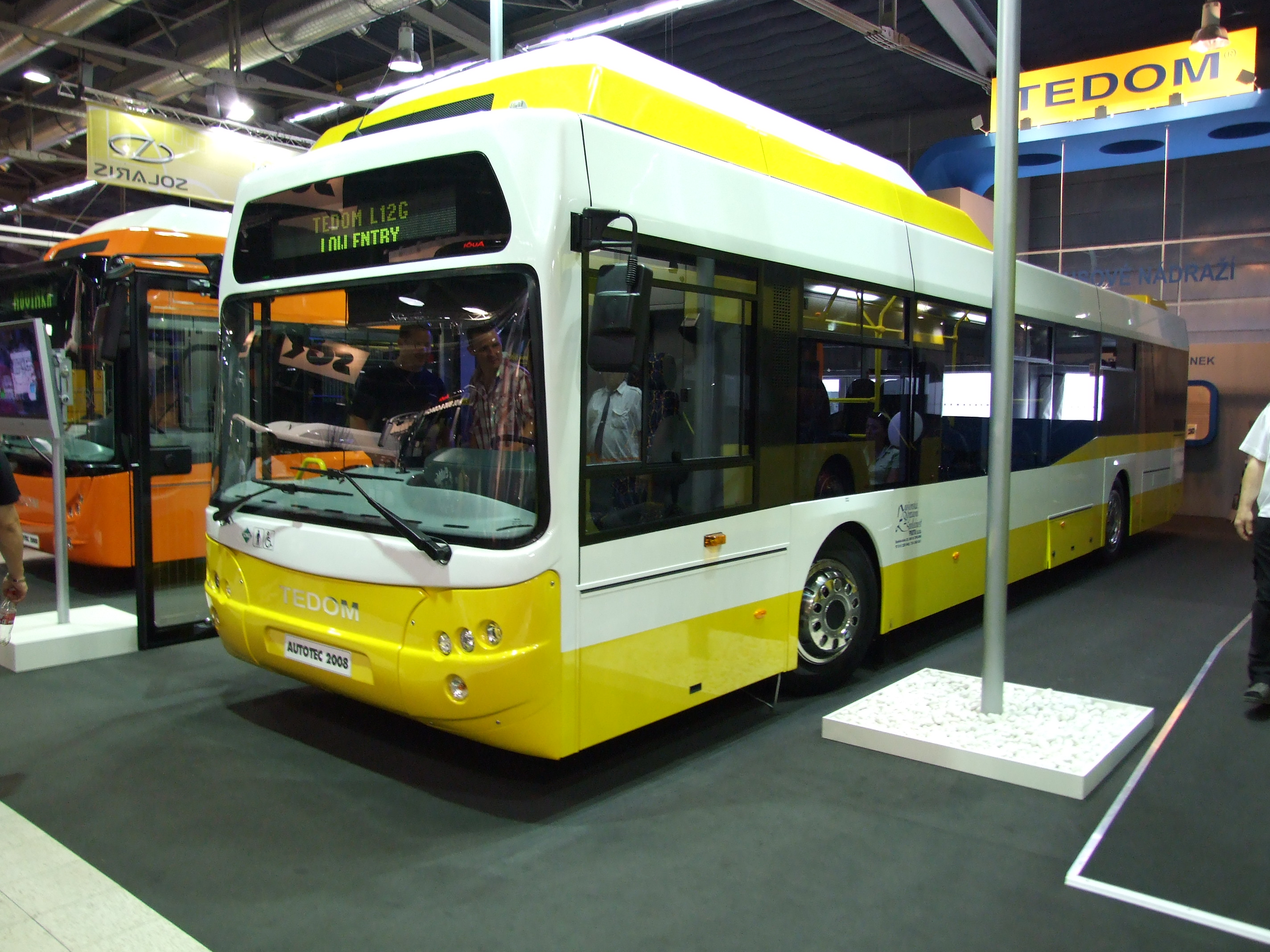
Tedom 123G LE w Brnie
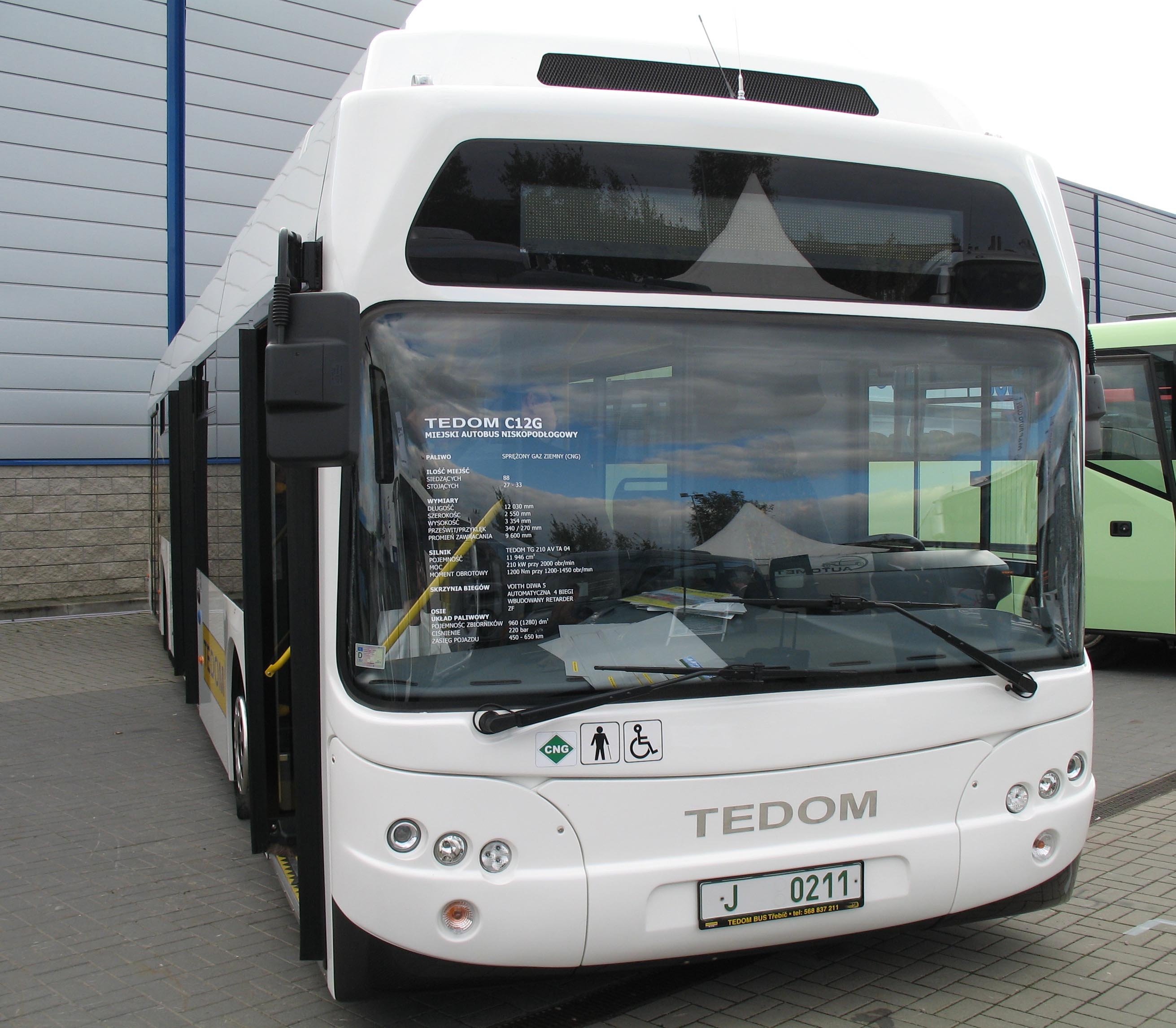
Tedom C12G CNG na targach Transexpo 2007